# 李晓辉
李晓辉（？—），湖南临湘人，中国中央电视台主持人。毕业于中国传媒大学和北京大学。

## 生平
1994年，李晓辉毕业于湖南省艺术学校。1995年，李晓辉考入中国传媒大学，攻读文学。2002年，李晓辉在北京大学新闻传播学院读研。
1999年，李晓辉在中国中央电视台主持《夕阳红》节目。2001年，李晓辉主持《当代教育》、《子午书简》两个节目。2005年，李晓辉主持《人与社会》、《法治视界》两人节目。

## 主持節目
- 《当代教育》
- 《子午书简》
- 《人与社会》
- 《法治视界》

## 奖项
2010年，“全国十佳法制类节目主持人”。